# Młyn przemysłowy w Krośniewicach
Młyn przemysłowy w Krośniewicach (także młyn Alfreda Cegłowskiego) – młyn motorowy wybudowany w latach 1925-1928 przy ul. Łęczyckiej w Krośniewicach, w województwie łódzkim. Obiekt wpisany do gminnej ewidencji zabytków z terenu miasta i gminy Krośniewice.

## Historia
Młyn został wybudowany w latach 1925-1928, a uruchomiony w 1929 r. jako młyn typu handlowego. Jego pierwszym właścicielem był Alfred Cegłowski, właściciel miejscowej cegielni. Początkowo był to budynek dwupiętrowy z dachem dwuspadowym, krytym papą. W 1935 r. dobudowano nadbudówkę.  Był zasilany silnikiem na koks-gaz ssany i wyposażony w 4 pary walców, perlak i urządzenia czyszczące. W okresie II wojny światowej był czynny. W 1946 r. został upaństwowiony. W latach 1947 oraz 1952 przeszedł kolejne przebudowy. W okresie PRL działał pod zarządem Prezydium Miejskiej Rady Narodowej. W 2024 r. jest nieczynny i niezagospodarowany.